# 遅刻
遅刻（ちこく、英: lateness）とは、決められた時刻に遅れること。

## 概説
国や文化圏ごとに遅刻に対する考えかたは大きく異なる。
イタリアでは列車が「遅れる」とは15分以上の遅れを指し、5から10分程度の遅延は遅れとは見なされない。フランスのTGVも15分以上ズレなければ遅れとは見なされない。イギリスでは10分以内であれば遅れとは見なされず、ドイツでは5分以内は遅れとは見なされない。
このほか、ヨーロッパの大学の講義では伝統的に、講義は規定の時刻から15分程度遅れるものとされていることが珍しくなく、アカデミック・クォーターなどと呼ばれている。

### アメリカ
アメリカ合衆国でインターネット求人サイトを運営するキャリアビルダー社が、2011年11月に全米7000人の従業員と3000人の雇用者を対象にアンケートを行い統計をとった結果では、アメリカ人の16％は週に1度以上遅刻し、また27％は月に1度以上遅刻をしている、ということが明らかになった。遅刻をした米国人が述べた理由を上位から挙げると次のようになる。
- 交通渋滞（31％）
- 睡眠不足（18％）
- 悪天候（11％）
- 子供を学校や保育園に連れて行ったため（8％）

ただし、同社が雇用者に対して行った調査では、34%ほどの雇用者が、遅刻を理由として従業員を解雇したことがある、と回答している。

### 日本
「遅刻」という語は1860年の『航米日録』に現れており、少なくとも江戸時代末期には存在した。
かつての日本でも、遅刻は一般的であった。明治時代初期に工業技術を伝えに来日したオランダ人技術者たちは、日本人がまったく時間を守らないことに呆れ、困り果てたという。その後、時計が普及し、1873年（明治6年）に定時法のシステムが導入されても、明治末期の鉄道では対応すべき遅延が30分以上とされた。
1920年には日本政府が時の記念日制定して、国ぐるみで時間規律の浸透に力を入れた。その結果として、日本では昭和時代の初期に、時間を厳格に守る習慣ができた。

### 南アメリカ
南アメリカでは、待ち合わせに10から20分程度遅れてくることはごく一般的で、たまたま早くついた場合は、早く着いた者同士で喋りを楽しむ文化がある。
ブラジルでは約束の時間に多少遅れても許容される文化は「ブラジリアンタイム」と呼ばれている。しかし、試験などは厳格に実施されており、公立大学の入学判定、一次試験の代用、私立大学への政府奨励金の支給などに影響する全国中等教育学力試験（ENEM）では校門に警備員等が配置され、定刻を過ぎると試験会場の学校の校門は閉鎖されるため受験できない。

## スポーツやテーブルゲーム等における遅刻
スポーツの試合や対局を行うテーブルゲームなど相手がいる競技においても遅刻をしないことは原則であるが、遅刻した場合の扱いは、競技やゲームの種類による。
チェスは、試合開始の時刻と定められた時刻に、対局時計の先手側（つまり白色側）の時計を作動させ始め、持ち時間が減ってゆく。あらかじめそれぞれの持ち時間は30分と決められた試合では、先手が10分遅刻して到着すれば、すでに10分を消費した扱いになり残り20分の状態で初手を打ち始めることになる。30分遅刻した段階で持ち時間ゼロという扱いになる。
スポーツの場合は、一定時間の遅刻をすると、放棄試合や失格等の措置が取られ不戦敗となり、ペナルティーが課せられる事が多い。
- 日本の公認野球規則の規定では、球審が試合開始時刻にプレイを宣告してから、一方のチームが5分を経過してもなお競技場に出ない場合には没収試合となる。
- 囲碁の場合は、日本棋院の規定では、囲碁棋士が対局に遅刻した場合は遅刻時間の3倍の時間を持ち時間から引かれる。また原則として1時間の遅刻で不戦敗となる[12]。
- 将棋の場合は、日本将棋連盟の規定では、将棋棋士が対局に遅刻した場合は遅刻時間の3倍の時間を持ち時間から引かれ、それにより持ち時間が無くなった場合は不戦敗となる。また、2013年に規定が改正され、たとえ持ち時間が3時間以上の棋戦であっても、1時間の遅刻で不戦敗とされるようになった[13]。

## 戦略・戦術的な遅刻
ロシアの大統領のウラジーミル・プーチンは首脳会談などで毎回遅刻することで有名である。
2016年ころにドイツの調査会社がイギリスのインデペンデント紙の依頼でまとめた「ウラジミール・プーチンの会談の遅れぶり概算表」によると、最も長くプーチンに待たされた首脳はドイツのメルケル首相で、2014年に4時間15分の遅刻を記録。2位は僅差で、ウクライナのヴィクトル・ヤヌコーヴィチ前大統領の4時間。3位は同率が3人おり、安倍晋三首相（当時）、ユーリヤ・ティモシェンコ元ウクライナ首相、ルカシェンコ・ベラルーシ大統領それぞれ3時間（2016年）だった。安倍首相は、2018年も2時間半待たされたことにより、その時点で累計記録でトップに立った可能性もあった。
プーチンが遅刻する理由については、要人をあえて待たせることにより、自身の権威を高める「政治的なパワープレイ」だという指摘も多い。米国大統領のドナルド・トランプも時刻を守らないことで知られていたが、ヘルシンキでの首脳会談では、プーチンのほう待ちぼうけを食らわせたことで、アメリカ大統領を「上回った」とビジネス・インサイダー誌は表現したという。Newsweek誌もプーチンが遅刻するのは意図的常套手段であり、それにより会談を出だしから有利に進めることができると判断しているという。
北朝鮮の指導者は友好国の中国へと専用列車で移動する時に、予定よりもわざと遅れて動いたり、逆に予定よりも早く動くということを繰り返し、事前に公表した予定どおりに動くことは意図的に避けている。一説によると、わざと気まぐれに遅刻したり早く動くことで、線路ごと爆破されて暗殺されることを防いでいるという。新華社は2004年の龍川駅列車爆発事故も金正日の暗殺を狙った事件と言う。息子の金正恩に対しても、正恩を憎む北朝鮮国内の人物によって、専用列車を爆破する暗殺計画が練られたが、未遂に終わったという。

## 病気などとの関連性
- 睡眠相後退症候群[18]
- 発達障害のADHD（注意欠如・多動症）の特性[19]。
- うつ病となると、遅刻や無断欠勤が目立って増える傾向がある[20][21][22]。これらの対応で会社側が医師の診断を受けさせるなどの対応を怠った場合は、安全配慮義務および労働環境配慮義務を怠ったことになり、労働契約法第5条の違反となる[23]。